# Herraskoski kanal
Herraskoski kanal (fi. Herraskosken kanava) är en kanal som förbinder sjöarna Toisvesi och Vaskivesi i Virdois kommun i Birkaland. Kanalen är 825 meter lång, har 1 sluss och en höjdskillnad på 1,75–1,90 meter. Kanalen byggdes 1903–1907. Kanalmiljön är ett bra exempel på kanalkonstruktion i jugendstil, längs kanterna växer ädelgranen pichtagran.